# Unruoch III del Friuli
Unroch del Friuli (talvolta anche Unrico) (tra l'840 e l'842 – 874) fu marchese franco del Friuli dall'866 all'874, appartenente alla casta degli Unrochingi.

## Biografia
Unroch fu il più anziano dei figli sopravvissuti ed il successore di Eberardo del Friuli e della moglie Gisella. Si sposò con Ava, figlia di Liutfrido della stirpe degli Eticonidi, citato 876/902, illustris comes, nell'879 conte di Monza, conte di Sundgau, nell'884 abate laico di Münster-Granfelden e nipote dell'imperatrice Ermengarda di Tours, sposa di Lotario I. Da questa unione nacque Eberardo di Sulichgau.
Alla sua morte, data la giovanissima età del figlio, gli succedette il fratello Berengario, futuro re d'Italia ed imperatore.
Lasciò anche una figlia, diventata monaca in un monastero a Brescia, che fu rapita nell'887 dagli uomini di Liutvardo, vescovo di Vercelli e forzata a sposare uno dei suoi parenti.
Secondo una tradizione ormai storiograficamente superata, gli Urach discenderebbero da Unroch III.

## Ascendenza
|                        |             |                   | Genitori            |  |  | Nonni |  |  | Bisnonni |  |  | Trisnonni |  |
|                        |             |                   |                     |  |  |       |  |  | …        |  |  | …         |  |
|                        |             |                   |                     |  |  |       |  |  | …        |  |  | …         |  |
|                        |             | …                 |                     |  |  |       |  |  | …        |  |  |           |  |
| Unruoch II del Friuli  |             |                   |                     |  |  |       |  |  | …        |  |  |           |  |
|                        |             | …                 | …                   |  |  |       |  |  |          |  |  |           |  |
|                        |             | …                 | …                   |  |  |       |  |  |          |  |  |           |  |
|                        |             | …                 | …                   |  |  |       |  |  |          |  |  |           |  |
| Eberardo del Friuli    |             | …                 |                     |  |  |       |  |  |          |  |  |           |  |
|                        |             | Begone di Tolosa  | Gerardo I di Parigi |  |  |       |  |  |          |  |  |           |  |
|                        |             | Begone di Tolosa  | Gerardo I di Parigi |  |  |       |  |  |          |  |  |           |  |
|                        |             | Begone di Tolosa  | Rotrude             |  |  |       |  |  |          |  |  |           |  |
| Engeltrude di Tolosa   |             | Begone di Tolosa  |                     |  |  |       |  |  |          |  |  |           |  |
|                        |             | Alpais            | …                   |  |  |       |  |  |          |  |  |           |  |
|                        |             | Alpais            | …                   |  |  |       |  |  |          |  |  |           |  |
|                        |             | Alpais            | …                   |  |  |       |  |  |          |  |  |           |  |
| Unruoch III del Friuli |             | Alpais            |                     |  |  |       |  |  |          |  |  |           |  |
|                        | Carlo Magno | Pipino il Breve   |                     |  |  |       |  |  |          |  |  |           |  |
|                        | Carlo Magno | Pipino il Breve   |                     |  |  |       |  |  |          |  |  |           |  |
|                        | Carlo Magno | Bertrada di Laon  |                     |  |  |       |  |  |          |  |  |           |  |
| Ludovico il Pio        | Carlo Magno |                   |                     |  |  |       |  |  |          |  |  |           |  |
|                        |             | Ildegarda         | Geroldo di Vintzgau |  |  |       |  |  |          |  |  |           |  |
|                        |             | Ildegarda         | Geroldo di Vintzgau |  |  |       |  |  |          |  |  |           |  |
|                        |             | Ildegarda         | Emma d'Alemannia    |  |  |       |  |  |          |  |  |           |  |
| Gisella                |             | Ildegarda         |                     |  |  |       |  |  |          |  |  |           |  |
|                        |             | Guelfo I          | Ruthard             |  |  |       |  |  |          |  |  |           |  |
|                        |             | Guelfo I          | Ruthard             |  |  |       |  |  |          |  |  |           |  |
|                        |             | Guelfo I          | …                   |  |  |       |  |  |          |  |  |           |  |
| Giuditta di Baviera    |             | Guelfo I          |                     |  |  |       |  |  |          |  |  |           |  |
|                        |             | Edvige di Baviera | Isanbard            |  |  |       |  |  |          |  |  |           |  |
|                        |             | Edvige di Baviera | Isanbard            |  |  |       |  |  |          |  |  |           |  |
|                        |             | Edvige di Baviera | Thiedrada           |  |  |       |  |  |          |  |  |           |  |
|                        |             | Edvige di Baviera |                     |  |  |       |  |  |          |  |  |           |  |